# A Whisper and a Sigh
A Whisper and a Sigh è il primo album in studio del gruppo musicale francese Syd Matters, pubblicato nell'aprile 2003.

## Tracce
1. Automatic – 5:23
2. Black & White Eyes – 3:35
3. Battle Of Olympus – 5:45
4. Stone Man – 5:14
5. Bones – 5:50
6. End & Start Again – 5:56
7. Dead Machine – 4:27
8. Morpheus – 4:34
9. Have A Nice Day – 6:01
10. Love & Sleep – 2:44
11. Tired Young Man – 6:32